# 伊佐市立南永小学校
伊佐市立南永小学校(いさしりつなんえいしょうがっこう)は、鹿児島県伊佐市にある市立小学校。

## 校区
校区は、伊佐市菱刈の南浦(本城)地区にある永池集落のみである。
永池集落は隣の湧水町幸田地区と共に米作で有名で、集落の米を「伊佐米 永池」として販売している。また、県内でも屈指の寒冷地で、冬季には気温が氷点下になることも多く、降雪が20cmになることもある。
校区(永池集落)は平成27年10月1日時点で、世帯数 63、人口127人である。

## 校訓
「かしこく やさしく たくましく」

## 教育目標
「ふるさとに誇りを持ち，心豊かにたくましく生きる南永っ子の育成」

## 特色
・天文台が、学校の脇 に建てられている。学校行事にも活用されているが、本格的なものなので、市内から専門家を呼んで使用されている。
・生徒数が少ないので、収穫祭(さなぼり)の際に行われる棒踊りや,集落の農事組合法人、 エコファーム永池と協力して行われる田植えなどでは生徒全員が参加する。
・伊佐市小規模校入学特別認可制度の対象となっており、伊佐市全域から生徒が通学している。
・「星空留学」という山村留学制度を設けているが、地元住民の協力と理解をあまり得られていない。
・読書活動に熱心で、2013年11月に「鹿児島県読書推進優良校 鹿児島県教育長表彰」を受けている。